# Ueli Gegenschatz

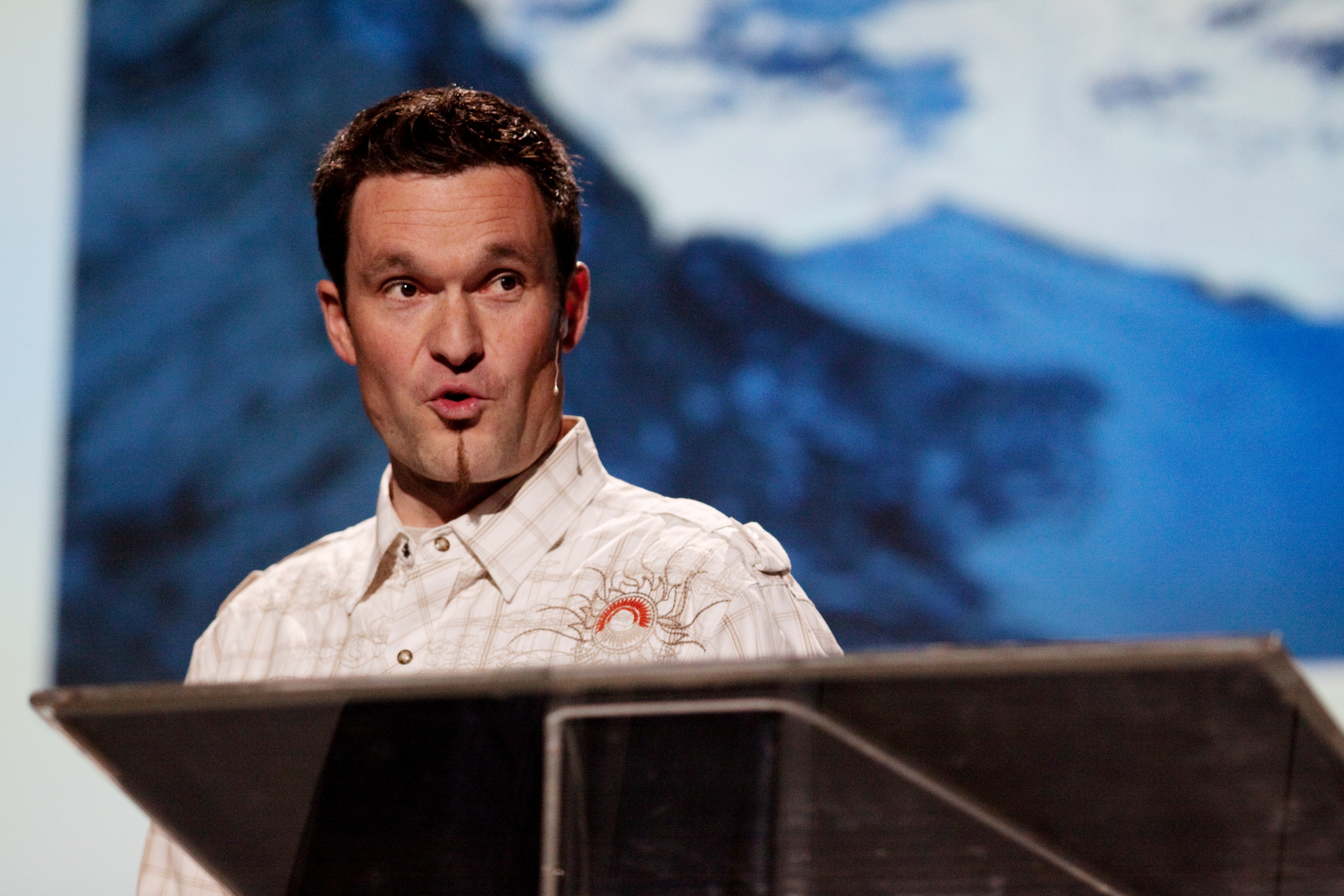
Ueli Gegenschatz op TED in 2009

Ueli Gegenschatz (Appenzellerland, 3 januari 1971 - Zürich, 13 november 2009) was een Zwitsers basejumper, paraglider en skydiver. Op 11 november 2009 werd hij tijdens een sprong van een toren in Zürich voor een marketingactiviteit van Red Bull door een windvlaag getroffen, waardoor hij de controle over zijn sprong verloor. Hij viel op de grond en overleed enkele dagen later.